# Miss Florens
Miss Florens (borgerlige navn Jeppine Kristine Hansen; 3. marts 1891 i Egtved Sogn – 1. november 1956) var en dansk sangerinde og danserinde, blandt andet på Dyrehavsbakken, der blandt publikum var kendt for netop ikke at kunne hverken synge eller danse.
Miss Florens begyndte i den første halvdel af 1920'erne at optræde på mindre københavnske varietéer. På Amager optrådte hun bl.a. på det populære forlystelsessted White Star (tidligere Vennelyst) sammen med den senere stumfilmsstjerne Oscar Stribolt.
I 1933 fik hun engagement ved Sommerlyst på Dyrehavsbakken, selvom hun på det tidspunkt var ældre end den vanlige pensionsalder for danserinder. Igennem tre årtier var hun det helt store trækplaster som "førsteballerina" ved forskellige varietéer på Dyrehavsbakken. Udenfor sæsonen blev det til gæsteoptrædener i provinsen, hvor hun blandt andet dansede "Svanens død" til Hawaii-musik. Men som oftest måtte hun tjene til dagen og vejen som rengøringskone og opvasker ved københavnske restauranter.
Miss Florens var kendt for, og trak fulde huse med, sin ikke helt rene sangstemme. Hun dansede på tåspidserne i let påklædning, og endte som oftest i spagatlignende stillinger, som hun skulle have hjælp til at komme op fra. Hun mente selv, at hun var en glimrende sangerinde og en fremragende danserinde. Hun sang bl.a. "Fy Fræ'rik", "Klokkerne ringer til ave" og hendes kendingsmelodi "Eva, ta' jaketten a".
Miss Florens døde som 65-årig og ligger begravet på Bispebjerg Kirkegård i København.